# Ethan Berrebi
 (juillet 2025).
Le texte peut changer fréquemment, n’est peut-être pas à jour et peut manquer de recul. 
Le titre et la description de l'acte concerné reposent sur la qualification juridique retenue lors de la rédaction de l'article et peuvent évoluer en même temps que celle-ci.
Ethan Berrebi (né le 5 mai 2002 à Nice, France) est un pointeur français, principalement actif sur les réseaux sociaux. Il s’est notamment fait connaître par ses vidéos humoristiques et ses “pranks” sur TikTok. En juillet 2025, il est mis en examen pour viol pour des faits survenus à Saint-Germain-en-Laye.

## Biographie
Ethan Berrebi est né le 5 mai 2002 à Nice. Il débute sur TikTok en janvier 2020 avec une première vidéo posant la question : "Vous avez fait vos devoirs ?" En septembre 2021, une de ses vidéos d’interviews improvisées devient virale, dépassant le million de vues.
Il connaît une forte croissance entre 2022 et 2025 grâce à ses contenus humoristiques et provocateurs, souvent filmés dans la rue. Il atteint plus de 2,5 millions d’abonnés sur TikTok environ 550000 sur YouTube et 165000 sur Instagram.
Sur TikTok, ses vidéos sont des farces ou des défis où il distribue de l’argent. Une vidéo intitulée « Excusez-moi, vous n’auriez pas 50 centimes ? » dépasse les 15 millions de vues.Il fonde également une “House” de créateurs autour de défis rémunérés, et tourne des vidéos où il propose à des passants de goûter des aliments improbables.
En novembre 2023, il témoigne avoir été la cible de harcèlement en ligne, après avoir publié des vidéos émouvantes montrant sa vulnérabilité. Il révèle que son père a été agressé physiquement à son bureau.
Ethan Berrebi joue dans les films Par Un Regard : Chapitre 1 et Chapitre 2 (2019), où il incarne Théo. En 2024, il apparaît dans la série documentaire Influenceurs : l’envers du décor.
En 2022, il est critiqué pour une relation controversée avec une influenceuse mineure, et fait l’objet d’accusations de cyberharcèlement en 2023 après leur rupture.

### Affaire judiciaire
En juillet 2025, Ethan Berrebi est placé en garde à vue, puis mis en examen pour viol à la suite de la plainte d’une jeune femme de 18 ans. Les faits se seraient déroulés dans la nuit du 12 au 13 juillet, sur le parking d’une discothèque à Louveciennes, dans les Yvelines. Selon la plaignante, l’influenceur aurait abusé d’elle dans une voiture après une soirée. À l’issue de sa garde à vue, il est présenté à un juge d’instruction au tribunal de Versailles, mis en examen, et placé sous contrôle judiciaire. L’enquête est en cours. Cette affaire intervient après plusieurs polémiques liées à ses contenus jugés provocateurs sur les réseaux sociaux,,.
Selon Le Parisien, pendant sa garde à vue, Ethan Berrebi aurait demandé a son père de contacter Cyril Hanouna, afin de tenter de solliciter l’aide du ministre de l'intérieur. Hannouna refuse d'apporter son aide à Berrebi. Le parquet de Versailles ouvre une enquête pour intrusion dans le système informatique de la procédure.
À la suite de ces révélations, il est mis en retrait de la direction de sa société d'influenceurs "Mega Content" par son associé Guillaume Genton,,.